# Rhian Benson
Rhiannon Afua Benson, detta Rhian (Accra, 10 gennaio 1977), è una cantautrice ghanese naturalizzata britannica.

## Biografia
Di origini gallesi, Rhian Benson ha iniziato la sua carriera musicale esibendosi in club londinesi. È stata scoperta dalla DKG Music ed ha pubblicato il suo album di debutto, intitolato Gold Coast, nel 2003. Nel medesimo anno Say How I Feel ha segnato il suo primo ingresso nella Official Singles Chart, alla 27ª posizione, e nel 2005 ha vinto un MOBO Award. Il secondo album, Hands Clean, è uscito nel 2011 ed è stato prodotto da Jonas Rendbo e Daniel Fridell.

## Discografia

### Album in studio
- 2003 – Gold Coast
- 2011 – Hands Clean

### Singoli
- 2003 – Say How I Feel
- 2003 – Stealing My Piece Of Mind
- 2011 – Better Without You